# The Meatmen
The Meatmen (deutsch: Die Metzger) sind eine Punk- und Hardcoreband aus dem US-amerikanischen Lansing, die von 1981 bis 1997 existierte und sich 2008 reformierte. Das einzige konstante Mitglied ist Robert "Tesco Vee" Vermeulen, die übrige Besetzung wechselte häufig.

## Geschichte
Die Meatmen wurden 1981 in Lansing, der 50 km westlich von Detroit gelegenen Hauptstadt des US-Bundesstaates Michigan, gegründet. Die erste Besetzung bestand aus Robert "Tesco Vee" Vermeulen (Gesang), den Brüdern Rich und Greg Ramsey (Gitarre/Bass) und "Mr. X" (Schlagzeug). Sänger Vermeulen war in der Punk- und Hardcore-Szene gut vernetzt, da er mit dem Touch and Go ein seit 1979 etabliertes, landesweit erhältliches Fanzine betrieb und 1980 gemeinsam mit Corey Rusk von der Hardcore-Band Necros ein gleichnamiges Plattenlabel gegründet hatte. 1982 veröffentlichte die Band zwei EPs auf Touch and Go, wobei bereits für den zweiten Tonträger die Besetzung wechselte: Mike Achtenburg von The Fix löste Greg Ramsey am Bass ab, und für "Mr. X" spielte Todd Swalla von den Necros unter dem Pseudonym Berl Johnson Schlagzeug. Das erste Album von 1983 bestand aus der ersten EP sowie Liveaufnahmen aus dem New Yorker Mudd Club.
Im gleichen Jahr überließ Vermeulen die Geschäftsführung des bis dato gemeinsamen Labels Rusk und zog mit seiner Familie nach Washington. 1984 reanimierte er die Meatmen mit einer größtenteils neuen Besetzung: Todd Swalla, der auch weiterhin im 750 km entfernten Maumee wohnte, bediente vorübergehend wieder das Schlagzeug, Gitarre und Bass wurden von Lyle Preslar und Brian Baker von Minor Threat übernommen. Die Bandbesetzung wechselte häufig; bereits auf dem 1985er-Album War of the Superbikes war Brian Baker vom Bass an die Leadgitarre gewechselt, Eric Zelsdorf spielte Schlagzeug und Graham McCulloch (ex-Negative Approach) Bass. 1986 wurde Baker durch James Cooper ersetzt. Auf den 1988er-Livealbum We're The Meatmen... And You Still Suck!!! spielte Stuart Casson Leadgitarre und Mark Kermanj Schlagzeug. Mit einem komplett neuen Line-up veröffentlichte Vermeulen mit den Meatmen zwischen 1994 und 1996 drei Alben und einige EPs, wobei lediglich 1996 nochmals der Schlagzeuger ausgetauscht wurde. 1997 löste Vermeulen die Band auf; 1999 zog er mit seiner Familie zurück nach Lansing.
2000 erschien We're Not The Meatmen...But We Still Suck!, ein Tributalbum, auf dem 18 meist unbekannte Bands Meatmen-Titel coverten.
2008 reformierte Vermeulen die Band mit neuer Besetzung, nachdem John Brannon (Negative Approach) um einen Auftritt als Vorband seiner Band gebeten hatte. Die Meatmen absolvierten in der Folge eine US-Tournee und veröffentlichten 2009 ein neues Album. 2010 tauschte Vermeulen erneut alle Mitglieder aus und rekrutierte drei Mitglieder der Detroiter Stoner-Rock-Band Chapstik, von denen lediglich der Gitarrist 2012 ausgetauscht wurde. Das bisher letzte Studioalbum Savage Sagas wurde 2014 veröffentlicht.
Baker gründete 1985 Dag Nasty und spielt seit 1994 bei Bad Religion. Cooper spielte nach seiner Zeit mit den Meatmen bei Battalion of Saints. Preslar gab das Musikerdasein auf und wurde Geschäftsführer von Caroline Records. Später arbeitete er für Elektra und Sire und machte 2007 einen Abschluss in Rechtswissenschaften.

## Stil
Keith Marlowe resümierte für das Vice-Magazin, dass die Bekanntheit der Meatmen weniger auf ihrer Musik als vielmehr auf ihrem Auftritt und ihren Texten beruhe – Markenzeichen der Band seien "übertrieben widerwärtige" Songtexte, skandalöse Bühnenkostüme, von rauem Humor geprägte Bühnenshows voller geschmackloser Showeinlagen sowie gezielte Verulkung des Publikums. Ned Raggett bezeichnete in seiner Besprechung des Albums We're The Meatmen... And You Suck! für Allmusic die Musik der Band als alternierend zwischen "hyperschnellem Thrash und Dauerbrenner-Attitüde" und wertete, Vermeulens Gesang sei lediglich "gurgelndes (...) Gejohle". Er verglich das Album vom Anspruch her mit dem Misfits-Album Evilive, gestand den Meatmen aber nur "ein Zehntel des Talents" der Misfits zu. Das deutsche Ox-Fanzine bezeichnete die Band als "leidlich lustige Rocktruppe" mit provokantem Humor, deren Album We're The Meatmen... einen Hardcore-Klassiker darstelle, urteilte aber, dass sich der Humor über die Jahre abgenutzt habe und dass das Spätwerk der ersten Phase, Pope On A Rope, nur mehr "clean produzierter Rock" gewesen sei.

## Diskografie
- 1982: Blood Sausage (EP, Touch and Go)
- 1982: Crippled Children Suck (EP, Touch and Go)
- 1983: We're The Meatmen... And You Suck! (Touch and Go)
- 1985: War of the Superbikes (Homestead Records)
- 1986: Rock 'N' Roll Juggernaut (Caroline Records)
- 1988: We're The Meatmen... And You Still Suck!!! (Caroline Records)
- 1994: Toilet Slave (Meat King Records)
- 1995: Pope On A Rope (Meat King Records)
- 1995: Drugs & Masturbation / True Grit (Split-EP mit Boris the Sprinkler, Bulge Records)
- 1996: War of the Superbikes II (Go-Kart Records)
- 2009: Cover the Earth (Meat King Records)
- 2013: The Tribute with Two Heads (Split-EP mit Antiseen, TKO Records)
- 2014: Savage Sagas (Self Destructo Records)